# Paul Flon
 (février 2020).
Si vous disposez d'ouvrages ou d'articles de référence ou si vous connaissez des sites web de qualité traitant du thème abordé ici, merci de compléter l'article en donnant les références utiles à sa vérifiabilité et en les liant à la section « Notes et références ».
Pour les articles homonymes, voir Flon.
Paul Nicolas Flon, né le 6 octobre 1898 à Bruxelles et mort le 10 août 1981 à Jette, est un directeur de la photographie et réalisateur belge.

## Biographie
Paul Nicolas Flon est né le 6 octobre 1898 à Bruxelles, au n° 24 de la rue du Chêne, domicile de ses parents. Son père, François Flon, né à Bruxelles en 1869, était vannier, puis ouvrier cordonnier. Sa mère, Marie Adeline Louis, née à Dongelberg en 1868, était servante. Ils s'étaient mariés à Bruxelles  en 1900.   
Paul Flon commence sa carrière cinématographique comme chef opérateur en 1914 pour Alfred Machin dans le mélodrame raffiné Maudite soit la guerre.
Avec le film Belgique (1920), dans lequel Francis Martin joue comme acteur, Paul Flon se lance dans la réalisation de productions patriotiques.
En 1926, sur le film Nos peintres, Paul Flon devient chef opérateur de Gaston Schoukens pour qui il travaillera jusqu'à son dernier film Scandale à la Belgique Joyeuse (1959).
En 1954, Paul Flon réalise sa seule fiction sonore Fête de quartier sur un scénario de Jeanne Lefebvre et Georges Michel, dans lequel joue, pour son premier et dernier rôle cinématographique sonore, l'acteur et chanteur Willy Maury qui décède l'année suivante.
On connait moins le réalisateur comme documentariste qui aborde le thème des fêtes populaires à l'instar d'Antoine Castille, de Charles Dekeukeleire et, plus tard, de Henri Storck.

## Filmographie

### Réalisateur
- 1920 : Gerfaut, coréalisé avec F. Desportes
- 1920 : Belgique
- 1922 : La Lesse
- 1923 : L'Amblève
- 1923 : Les Lettres de Werther
- 1924 : Dans Bruges-la-morte
- 1926 : À la manière de Zorro
- 1926 : Une gueuse
- 1928 : Les Croix de l'Yser, coréalisé avec Gaston Schoukens
- 1930 : La flamme du souvenir
- 1954 : Fête de quartier / Bistro du Coin[5]
- 1960 : Constantin Meunier
- 1962 : Processions célèbres[6]
- 1970 : Le petit monde de ma grande ville - 11 minutes, documentaire sur la vie bruxelloise[7]
- 1974 : Reflets de Paris - 12 minutes, documentaire sur les œuvres parisiennes des grands peintres

Ces deux derniers films sont disponibles en bonus sur le DVD, édité par Belfilm, contenant les longs métrages J'ai gagné un million (O. Calster, 1936) et Les Gangsters de l'expo (E.G. De Meyst, 1937).
- 1974 : Portraits de femmes - 11 minutes.

Ce film sur l'art présente une galerie de tableaux célèbres consacrés à ce thème aux XIXe et XXe siècles a été réalisé à l'occasion de l'exposition La femme dans la peinture moderne organisée au musée du Jeu de Paume à Paris.

### Directeur de la photographie
- 1959 : Scandale à la Belgique Joyeuse de Gaston Schoukens
- 1956 : L'amour est quelque part... en Belgique de Gaston Schoukens
- 1944 : Naissance d'une cité de Gaston Schoukens
- 1940 : Ceux qui veillent de Gaston Schoukens
- 1939 : Zig-zag de Gaston Schoukens
- 1939 : Gardons notre sourire de Gaston Schoukens
- 1939 : Bossemans et Coppenolle de Gaston Schoukens
- 1938 : Le Mystère du 421 de Léopold Simons
- 1938 : Mon père et mon papa de Gaston Schoukens
- 1938 : C'était le bon temps de Gaston Schoukens
- 1936 : J'ai gagné un million de Og Calster
- 1935 : En avant la musique de Gaston Schoukens
- 1914 : Maudite soit la guerre de Alfred Machin